# Thomasomys cinereus
Thomasomys cinereus és una espècie de mamífer rosegador de la família dels cricètids. És endèmic del nord-oest del Perú, on viu a altituds d'entre 1.198 i 3.100 msnm. El seu hàbitat natural són els boscos montans humits. És una espècie en risc mínim, és a dir, no sembla que hi hagi cap amenaça significativa per a la seva supervivència. El seu nom específic, cinereus, significa ‘cendrós’ en llatí.